# Metallurg Magnyitogorszk
Metallurg Magnyitogorszk (oroszul: Металлург Магнитогорск) profi orosz jégkorongcsapat. A Kontinentális Jégkorong Ligában (KHL) a Taraszov-csoport tagjai.

## A Metallurg Magnyitogorszk jelenlegi játékoskerete
2 Igor Bobkov             Kapus 1991
 20 Alekszandr Pecsurszkij  Kapus 1990
 30 Vaszilij Kosecskin      Kapus 1983
 73 Ilja Proszkurjakov      Kapus 1987
  5 Rinat Ibragimov         Védő  1986
 24 Vlagyimir Malenykih     Védő  1980
 26 Vlagyiszlav Buljin      Védő  1972
 27 Vitalij Atyusov         Védő  1979
 36 Jevgenyij Varlamov      Védő  1976
 37 Anton Buhanko           Védő  1986
 40 Alekszandr Szelujanov   Védő  1982
 44 Mihail Csurljajev       Védő  1989
 48 Jevgenyij Birjukov      Védő  1986
 70 Jaroszlav Habarov       Védő  1989
 7  Nyikolaj Pronyin        Támadó 1979
  15 Jan Marek               Támadó 1979
 17 Kirill Vannikov         Támadó 1990
 18 Szergej Fjodorov         Támadó 1969
 19 Igor Radulov            Támadó 1982
  21 Jaroslav Krudna         Támadó 1975
  22 Toni Koivisto           Támadó 1982
 23 Sztanyiszlav Csisztov   Támadó 1983
 29 Gyenyisz Hlisztov       Támadó 1979
 32 Vagyim Jermolajev       Támadó 1989
 39 Gyenyisz Platonov         Támadó 1981
  47 Petri Kontiola          Támadó 1984
 55 Alekszej Kajgorodov     Támadó 1983
  60 Tomas Rolinek           Támadó 1980
 81 Fjodor Fjodorov         Támadó 1981
 83 Jevgenyij Gladszkih     Támadó 1982
 83 Kirill Lebegyev         Támadó 1991

## A klub történetének legjelentősebb játékosai
- Borisz Tortunov (1992-2003)
- Jevgenyij Koreskov (1994-2004)
- Alekszandr Koreskov (1994-2004)
- Vlagyimir Antyipin (1997 -- 2000)
- Konsztantyin Safranov (1994-1999)
- Mihail Borodulin (1994-2000)
- Szergej Oszipov (1992-2004)
- Andrej Razin (1994-2005)
- Ravil Guszmanov (1998-2009)
- Alekszandr Golc (1992-2002)
- Andrej Szokolov (1994-2005)
- Szergej Gomoljako (1995-2003)
- Valerij Karpov (1997-2005)
- Jevgenyij Malkin (2003-2006)
- Alekszej Kajgorodov (2001-től napjainkig)
- Petr Sýkora (2004-2005)
- Patrik Eliáš (2004-2005)
- Szergej Goncsar (2004-2005)
- Jevgenyij Nabokov (2004-2005)
- Nyikolaj Kuljomin (2004-2008)
- Dmitrij Juskevics (2005-2006 )
- Travis Scott (2005-2008)
- Igor Koroljov (2005-2008)
- Jevgenyij Varlamov (2003-tól napjainkig)
- Vitalij Atyusov (2003-tól napjainkig)
- Jan Marek (2006-tól napjainkig)
- Jaroslav Kudrna (2006-tól napjainkig)
- Szergej Fjodorov (2009-től napjainkig)

## Sikerek
- 3-szor Orosz Szuperliga győztes: 1999, 2001, 2007
- 3-szor Tampere Kupa győztes: 2005, 2006, 2008
- 2-szer European Hockey League  győztes: 1999, 2000
- 1-szer IIHF Bajnokok Ligája győztes: 2008
- 1-szer Spengler Kupa győztes: 2005
- 1-szer IIHF Szuper Kupa győztes: 2000
- 1-szer Pervaja Kupa győztes: 1981